# Charles Pathé
Charles Morand Pathé (ur. 26 grudnia 1863 w Chevry-Cossigny, zm. 25 grudnia 1957 w Monte Carlo) – francuski przemysłowiec filmowy. Pionier przemysłu filmowego.
W 1896 r. założył wraz z bratem Émile’em przedsiębiorstwo Pathé-Frères, produkujące i sprzedające gramofony i cylindry gramofonowe. W 1897 w Vincennes założył wytwórnię filmową, która została później przekształcona w koncern filmowy. Przedsiębiorstwo produkowało fonografy i cylindry do nich, oraz kinematografy i sprzęt filmowy, ponadto od połączenia w 1900 z Manufacture Française d’Appareils de Précision zajmowało się produkcją krótkometrażowych filmów. Pathé rozszerzając działalność założyli oddziały produkujące sprzęt m.in. w Nowym Jorku i Moskwie (1904), a od 1909 ośrodki produkcji filmowej – w Rzymie i Moskwie (1909), w Jersey City w USA (1910), a następnie w Holandii i w Belgii. Reżyserami filmów produkowanych przez Pathé byli m.in.: Ferdinand Zecca, Louis Joseph Gasnier, Albert Capellani, Paul Gugenheim.
W 1909 r. Pathé wyprodukował swój pierwszy film długometrażowy, ekranizację powieści Victora Hugo, Les Misérables. Od tego samego roku wydawał cotygodniową kronikę filmową Pathé Journal, która była emitowana do 1956 r. W 1929 roku wycofał się z branży filmowej.
Nazwa patefon pochodzi od nazwiska braci Pathé, którzy wynaleźli to urządzenie i produkowali je w latach 1905–1920.